# Despicable Me 2
Despicable Me 2 (titulada Mi villano favorito 2 en Hispanoamérica y Gru 2: mi villano favorito en España) es una película infantil animada estrenada el 3 de julio de 2013. Se trata de la secuela de Despicable Me (2010). Producida por Illumination Entertainment y distribuida por Universal Studios Inc., dirigida por Pierre Coffin y Chris Renaud y escrita por Cinco Paul y Ken Daurio. Steve Carell, Russell Brand y Miranda Cosgrove interpretan de nuevo sus papeles. Kristen Wiig, quien interpretó a Miss Hattie en la primera película, interpreta a la agente Lucy Wilde. Entre los nuevos miembros del elenco se encuentran Benjamin Bratt y Steve Coogan. El estreno de la película fue el 3 de julio de 2013 y en México y España se estrenó el 5 de julio de 2013. Como curiosidad en el mismo año se estrenó un juego para móvil llamado Minion Rush.

## Argumento
En 2017, un vehículo misterioso que tiene un enorme imán pegado a él, roba un mutágeno muy potente conocido como PX-41 de un laboratorio secreto en el Círculo polar ártico. La Liga Anti-Villanos, Anti-Villain League (abreviado AVL) recluta al ex supervillano Gru para descubrir quien robó el mutágeno. Para eso, la agente de la AVL Lucy Wilde va en busca de él y se  lleva a la fuerza, pero en la sede de la AVL, Gru se niega, alegando que él es un hombre de negocios legítimo ahora, así como el padre de Margo, Edith y Agnes.
El Dr. Nefario, amigo y ayudante de Gru, ha decidido dejarlo por un nuevo empleo, argumentando la renuncia de Gru al mal. Sin el Dr. Nefario, Gru a regañadientes se asocia con Lucy e inician la búsqueda en el centro local comercial de Gru, el Centro Comercial Paraíso, disfrazados como empleados de la panadería. Gru sospecha que el dueño de un famoso restaurante mexicano, Eduardo Jonás Pérez Rodríguez, es "El Macho"; un poderoso supervillano que supuestamente "Murió de la forma más Macha posible", después de escapar de las agencias al surfear el cielo, montando un tiburón, con 113 kilos de dinamita atados al pecho, arrojándose al cráter de un enorme volcán activo. Gru y Lucy se meten en el restaurante de Eduardo en la noche, pero no encuentran nada para demostrar que él es el culpable. Mientras tanto, Agnes expresa su deseo de tener una madre algún día y cree que Gru se enamorará de Lucy, pero a pesar de su entusiasmo, Gru le dice que su relación con Lucy es estrictamente profesional.
Gru y Lucy investigan al vendedor de pelucas Floyd Eaglesan, pero Gru sigue sospechando de Eduardo después de ver al hijo de Eduardo, Antonio, al salir con Margo e invitando a todos a su fiesta del Cinco de Mayo. Esa noche, Gru asiste a una cena horrible, con una mujer grosera llamada Shannon, que se da cuenta de la peluca de Gru y amenaza con humillarlo por su calvicie, pero Lucy lo rescata disparándole a Shannon un dardo tranquilizante. Los dos llevan a Shannon a casa; dándose cuenta de esta acción, Gru ve que Agnes tenía razón, ya que se ha enamorado de Lucy.
Al día siguiente, los de la AVL arrestan a Floyd Eaglesan debido a que poseía un frasco de mutágeno casi vacío que se encontró en su tienda y la investigación queda cerrada. Lucy es reasignada a Australia, pero antes de salir, le da a Gru su paralizador labial para que la recuerde. Esta situación deja a Gru con el corazón roto porque la ama, pero no puede encontrar el valor para invitarla a salir en una cita. En cambio, él lleva a las niñas a la fiesta del Cinco de Mayo y encuentra pruebas de que Eduardo es "El Macho". Gru descubre que él y su socio, Nefario, han capturado y mutado un gran número de Minions de Gru utilizando la sustancia PX-41, convirtiéndolos en monstruos-púrpura peludos, locos, colmilludos y salvajes. El plan de "El Macho" es enviar cohetes llenos de Minions mutados en todo el planeta Tierra y soltarlos para completar su objetivo "la dominación del mundo". "El Macho" le propone a Gru que se una a su equipo para dominar juntos, pero él evita responder y se retira.
En su vuelo a Australia, Lucy se da cuenta de que también se ha enamorado de Gru (al imaginárselo en cada persona que ve) y salta fuera del avión para llegar volando en un ala delta hasta la fiesta para no perderlo. Sin embargo, ella es capturada por "El Macho" después de que Pollito, su gallina mascota quien había visto a Gru y Lucy durante la inspección del restaurante, recupere su placa de la AVL de su bolso. Afortunadamente Nefario, al darse cuenta de que Gru trabaja para la AVL, le avisa para que rescate a Lucy. Gru entra en el palacio de "El Macho" junto a Stuart y Dave (los únicos Minions que no fueron capturados), cubiertos con pintura púrpura, fingiendo que fue capturado por ellos. Luchando junto a sus hijas y Nefario, Gru y su equipo de pulverización les da a todos los Minions mutantes una mermelada que contiene un poderoso antídoto preparado por el Dr. Nefario, después de lo cual vuelven a su estado amarillo y amigable. "El Macho" abre y se toma el mutágeno, pero Gru y el Dr. Nefario logran ponerlo inconsciente usando el paralizador labial de Lucy y la pistola de gases.
Gru ve a Lucy atada a un cohete cargado con un tiburón y dinamita. Empieza a desatarla, pero El Pollito mascota de El Macho lanza el cohete, el cual tiene como blanco el mismo volcán en donde "El Macho" previamente fingió su muerte. Gru y Lucy logran zafarse del cohete, cayendo al mar. Lucy acepta la invitación de Gru para una cita y la inmersión los suelta un par de segundos en el océano, antes de que el cohete entre en el volcán.
Tras 147 citas después, Gru y Lucy se casan. Margo, Edith y Agnes finalmente tienen una madre. Los Minions cierran con una versión de "I Swear" e "Y.M.C.A.", con toda la familia celebrando.
Durante los créditos, 3 Minions (Stuart, Kevin y Bob) hacen una audición para su película como protagonistas, pero debido a las distracciones de Bob y la pared negra de los créditos tratando de cerrarse, Kevin y Bob terminan cayéndose. Stuart, sin saber qué hacer, decide también dejarse caer.

## Reparto
- Steve Carrell como Gru, un ex-supervillano y padre adoptivo de Margo, Edith y Agnes. Se hace agente de la Liga Anti-Villanos y esposo de Lucy.
- Kristen Wiig como Lucy Wilde, una agente de la Liga Anti-Villanos. Se vuelve esposa de Gru y madre adoptiva de Margo, Edith y Agnes.
- Benjamin Bratt como Eduardo Pérez / El Macho, dueño de Salsa & Salsa, un restaurante mexicano del Centro Comercial Paraíso y la mente maestra detrás del robo del suero PX-41.
- Miranda Cosgrove como Margo, la audaz hija mayor adoptiva de Gru (y más tarde de Lucy) y hermana mayor de Edith y Agnes.
- Dana Gaier como Edith, la traviesa hija del medio adoptiva de Gru (y más tarde de Lucy) y hermana de Agnes y Margo.
- Elsie Fisher como Agnes, la inmadura hija menor adoptiva de Gru (y más tarde también de Lucy) y hermana menor de Margo y Edith.
- Russell Brand como el Dr. Nefario, un anciano científico y ayudante de Gru.
- Steve Coogan como Silas Pietraserón, el director de la Liga Anti-Villanos.
- Pierre Coffin como Kevin, Stuart, Dave, Jerry, Carl, Bob y los Minions, los torpes e ingenuos secuaces amarillos de Gru.
  - Coffin y Chris Renaud también hacen la voz de los Minions Malvados, un grupo de Minions alterados con el suero PX-41.
- Chris Renaud como los Minions adicionales y los Minions Malvados.
  - Renaud también hace la voz de un camarero italiano.
- Moisés Arias como Antonio, el hijo de Eduardo e interés amoroso de Margo.
- Nasim Pedrad como Jillian, la irritante vecina de casamiento de Gru que quiere que Gru salga con sus amigas.
- Ken Jeong como Floyd Pelonchas, un vendedor de pelucas en el Centro Comercial Paraíso.
- Vanessa Bayer como la azafata.
- Kristen Schaal como Shannon, la grosera amiga de Jillian.
- Nickolai Stoilov como los guardias del laboratorio ártico

### Doblaje
| Personaje                        | Actor de Voz     | Actor de Voz            | Actor de Voz                                       |
| -------------------------------- | ---------------- | ----------------------- | -------------------------------------------------- |
| Felonious Gru                    | Steve Carell     | Florentino Fernández    | Andrés Bustamante                                  |
| Lucy Wilde                       | Kristen Wiig     | Patricia Conde          | Andrea Legarreta                                   |
| Eduardo Pérez/El Macho           | Benjamin Bratt   | Salvador Aldeguer       | Alejandro Fernández                                |
| Margo Gru                        | Miranda Cosgrove | María Blanco            | Monserrat Mendoza                                  |
| Edith Gru                        | Dana Gaier       | María Peinado           | Michelle Ortega                                    |
| Agnes Gru                        | Elsie Fisher     | Lucía Vázquez           | Itzel Mendoza                                      |
| Dr. Nefario                      | Russell Brand    | Lorenzo Beteta          | Enrique Cervantes                                  |
| Los Minions                      | Pierre Coffin    | Pierre Coffin           | Pierre Coffin Ricardo Tejedo (diálogos en español) |
| Los Minions Malvados             | Pierre Coffin    | Pierre Coffin           | Pierre Coffin Ricardo Tejedo (diálogos en español) |
| Silas Pietraseron / Silas Maculo | Steve Coogan     | José Luis Angulo        | Édgar Vivar                                        |
| Antonio Pérez                    | Moisés Arias     | Carlos Larios           | Camilo Echeverry                                   |
| Jillian                          | Nasim Pedrad     | Raquel Cubillo          | Mónica Huarte                                      |
| Floyd Pelonchas                  | Ken Jeong        | Eduard Doncos           | Daniel Gutiérrez                                   |
| Shannon                          | Kristen Schaal   | Yolanda Pérez Segoviano | Karla Falcón                                       |
| Mesero Italiano                  | Chris Renaud     | Jordi Costa             | Erick Salinas                                      |
| Auxiliar de vuelo                | Vanessa Bayer    | Cheyenne Summers        | Magdalena Questa                                   |

## Recepción

### Taquilla
La película logró récords en taquilla, logrando recaudar $ 83,517,315 en su primer fin de semana de estreno en Estados Unidos, superando a Monsters University y Frozen en películas animadas con récords de fin de semana y finalizando con un total $ 370,061,265 en dicho país, mientras que en el resto del mundo logró recaudar hasta $ 602,700,620 logrando una recaudación mundial de $ 970,761,885, contando con un presupuesto de $ 76,000,000. Fue la tercera película más taquillera de 2013, detrás de Frozen y Iron Man 3.

### Crítica
Despicable Me 2 recibió críticas positivas por parte de la crítica especializada y la audiencia. En el portal de críticas "Rotten Tomatoes" la película obtuvo una aprobación del 75% con una puntuación de 6.65/10 basada en 184 reseñas, mientras que por parte de la audiencia obtuvo una aprobación del 85% basada en 369,730 votos y con una puntuación de 4.17/5. El consenso crítico califica que "Despicable Me 2 ofrece mucha inventiva visual asombrosa y muchas risas".
En el portal Metacritic, la película obtiene una puntuación de 62 de 100, basada en 39 reseñas, indicando "reseñas generalmente favorables". Las audiencias de CinemaScore le han dado una puntuación de "A" en una escala de "A+ a F".
Helen O'Hara de la revista Empire le dijo la película tres estrellas de 5, mencionando qué la trama va bien hasta cierto punto, pero que pierde fuerza a la mitad de esta. Betsy Sharkey del periódico Los Angeles Times publicó una reseña de la película
mencionando que es decente, elogiando su reparto de voces pero mencionando cosas como: Por muy diferente que sea toda la relevancia, "Mi villano favorito 2" sufre un poco por no ser tan villanesco como podría (o probablemente debería) ser. Tal vez una o dos explosiones más de la pistola de rayos de pedos hubieran sido todo lo villanesco que hubiéramos necesitado.
Max Nicholson del medio IGN le dio una calificación de 7 sobre 10. Su opinión, que, en resumidas cuentas, es que la película es bastante buena para pasar el rato pero no está bien emotiva como la primera.

## Banda sonora
La banda sonora de la película fue compuesta por Heitor Pereira y Pharrell Williams y estrenada el 18 de junio de 2013, por el sello Back Lot Music.

Toda la música compuesta por Heitor Pereira, excepto las indicadas. 
| Lista de canciones |                               |                                             |                   |          |  |
| N.º                | Título                        | Escritor(es)                                | Intérprete        | Duración |  |
| 1.                 | «Scream»                      | Pharrell Williams                           | Cee Lo Green      | 3:41     |  |
| 2.                 | «Another Irish Drinking Song» | Greg DiCostanzo, Paul Sabourin              | Pierre Coffin     | 0:39     |  |
| 3.                 | «Just a Cloud Away»           | Pharrell Williams                           | Pharrell Williams | 2:56     |  |
| 4.                 | «Happy»                       | Pharrell Williams                           | Pharrell Williams | 3:53     |  |
| 5.                 | «I Swear»                     | Gary Baker, Frank J. Myers                  | Pierre Coffin     | 1:38     |  |
| 6.                 | «Y.M.C.A.»                    | Henri Belolo, Jacques Morali, Victor Willis | Pierre Coffin     | 2:55     |  |
| 7.                 | «Fun, Fun, Fun»               | Pharrell Williams                           | Pharrell Williams | 3:26     |  |
| 8.                 | «Despicable Me»               | Pharrell Williams                           | Pharrell Williams | 4:14     |  |
| 9.                 | «Px-41 Labs»                  |                                             |                   | 2:06     |  |
| 10.                | «The Fairy Party»             |                                             |                   | 1:27     |  |
| 11.                | «Lucy and the Avl»            |                                             |                   | 5:39     |  |
| 12.                | «Goodbye Nefario»             |                                             |                   | 1:27     |  |
| 13.                | «Time for Bed»                |                                             |                   | 1:27     |  |
| 14.                | «Break-In»                    |                                             |                   | 3:00     |  |
| 15.                | «Stalking Floyd Eaglesan»     |                                             |                   | 1:35     |  |
| 16.                | «Moving to Australia»         |                                             |                   | 3:09     |  |
| 17.                | «Going to Save the World»     |                                             |                   | 1:25     |  |
| 18.                | «El Macho»                    |                                             |                   | 1:27     |  |
| 19.                | «Jillian»                     |                                             |                   | 0:47     |  |
| 20.                | «Take Her Home»               |                                             |                   | 1:29     |  |
| 21.                | «El Macho's Lair»             |                                             |                   | 3:32     |  |
| 22.                | «Home Invasion»               |                                             |                   | 1:57     |  |
| 23.                | «The Big Battle»              |                                             |                   | 7:23     |  |
| 24.                | «Ba Do Bleep»                 | Johannes Brahms                             | Chris Renaud      | 0:13     |  |
| 25.                | «Without Me»                  | M. Mathers, J. Boss                         | Eminem            | 4:50     |  |
| 1:04:15            |                               |                                             |                   |          |  |

## Spin-offy secuela
Una tercera película, un spin off titulado Minions y centrado principalmente en los secuaces amarillos de Gru antes de conocerlos, se estrenó el 10 de julio de 2015.
También se anunció, el 15 de enero de 2014, que Despicable Me tendría una tercera parte, Steve Burke presidente de los estudios Universal, está en desarrollo del guion de la tercera película en línea, que saldría una vez estrenado el spin off Minions. Se espera que dicha secuela se estrenó el 30 de junio de 2017.

## Premios y nominaciones
| Premio                                      | Categoría                                          | Nominados                                             | Resultado |
| ------------------------------------------- | -------------------------------------------------- | ----------------------------------------------------- | --------- |
| Premios Óscar                               | Mejor película animada                             | Chris Renaud, Pierre Coffin y Christopher Meledandri  | Nominados |
| Premios Óscar                               | Mejor canción original                             | Pharrell Williams (Happy)                             | Nominado  |
| Globos de Oro                               | Mejor película animada                             | Chris Renaud, Pierre Coffin y Christopher Meledandri  | Nominados |
| Premios BAFTA                               | Mejor película animada                             | Chris Renaud y Pierre Coffin                          | Nominados |
| Kids' Choice Awards                         | Voz favorita en una película animada               | Miranda Cosgrove por Margo                            | Ganadora  |
| Kids' Choice Awards                         | Película animada favorita                          |                                                       | Nominada  |
| Kids' Choice Awards                         | Voz favorita en una película animada               | Steve Carrell por Gru                                 | Nominado  |
| Teen Choice Awards 2013                     | Película del verano: comedia                       | Mi villano favorito 2                                 | Ganadora  |
| Teen Choice Awards 2013                     | Berrinche                                          | Steve Carrel por Gru                                  | Nominado  |
| Premios Annie 2013                          | Mejor storyboard                                   | Eric Favela                                           | Nominado  |
| Premios Annie 2013                          | Mejor comercial animado de televisión/ Transmisión | Mi villano favorito 2                                 | Ganador   |
| Premios Annie 2013                          | Mejor animación de personajes                      | Jonathan del Val                                      | Nominado  |
| Premios Annie 2013                          | Mejor diseño de personajes                         | Eric Guillon                                          | Nominado  |
| Premios Annie 2013                          | Mejor diseño de producción                         | Yarrow Cheney, Eric Guillon                           | Nominados |
| Premios Annie 2013                          | Mejor voz en película animada                      | Kristen Wiig por Lucy                                 | Nominada  |
| Premios Annie 2013                          | Mejor voz en película animada                      | Steve Carrel por Gru                                  | Nominado  |
| Premios Annie 2013                          | Mejor voz en película animada                      | Pierre Coffin por Minions                             | Nominado  |
| Premios Annie 2013                          | Mejor música                                       | Heitor Pereira, Pharrel Williams                      | Nominados |
| Premios de la Academia Británica para Niños | Mejor película de animación                        | Mi villano favorito 2                                 | Ganadora  |
| Satellite Awards 2013                       | Mejor canción                                      | Pharrell Williams (Happy)                             | Nominado  |
| Sindicato de Productores (PGA)              | Mejor película de animación                        | Chris Renaud, Pierre Coffin y Christopher Melendandri | Nominados |
| Círculo de Críticos de San Francisco        | Mejor película de animación                        | Chris Renaud, Pierre Coffin y Christopher Melendandri | Nominados |
| Kids Choice Awards Argentina                | Mejor película animada                             | Mi villano favorito 2                                 | Ganadora  |
| Kids Choice Awards Colombia                 | Película favorita en cines                         | Mi villano favorito 2                                 | Nominada  |
| Critics Choice Awards                       | Mejor película animada                             |                                                       | Nominada  |
| Critics Choice Awards                       | Mejor canción                                      | Pharrell Williams (Happy)                             | Nominado  |
| People's Choice Awards                      | Película familiar favorita                         |                                                       | Ganadora  |
| People's Choice Awards                      | Película favorita                                  |                                                       | Nominada  |